# Octavian Nemescu
Octavian Nemescu (* 29. März 1940 in Pașcani; † 6. November 2020) war ein rumänischer Komponist.
Nemescu studierte von 1956 bis 1963 an der Nationalen Musikuniversität Bukarest Komposition bei Mihail Jora, Harmonielehre bei Paul Constantinescu und Orchestration bei Alexandru Pașcanu und Anatol Vieru. 1972 nahm er an den Darmstädter Ferienkursen teil. Von 1971 bis 1978 unterrichtete er Musikanalyse und Kontrapunkt an der Universität Transilvania Brașov. Bis 1990 war er an der Kunsthochschule "George Enescu" in Iași Professor für Kontrapunkt, Harmonielehre und Musikgeschichte, seitdem war er Professor für Komposition an der Nationalen Musikuniversität Bukarest. Er war der Vater des rumänischen Filmregisseurs Cristian Nemescu (1979–2006).
Für seine Kompositionen erhielt er den Aaron Copland Prize, mehrfach den Preis der Rumänischen Komponistenunion, zwei Preise beim Concours International de Musique Électroacoustique de Bourges (1980 und 1982), den Preis der Rumänischen Akademie der Künste und Wissenschaften (1981) sowie den Preis der International Confederation for Electroacoustic Music (ICEM, 1985).

## Werke
- Sonate für Klarinette und Klavier, 1962
- Triangle, 1963–64
- Combinations in Circles für Cello, Ensemble und Tonband, 1965
- Four Dimensions in Time – IV, ‘Illuminations’ für gemischten Chor und Orchester, 1967
- Four Dimensions in Time – V, ‘1918’, 1968
- Suggestions multimediale Performance, 1968
- Memorial multimediale Performance, 1968
- The King Will Die multimediale Performance, 1968
- Grafological music, multimediale Performance, 1969
- Concentric für Ensemble und Tonband, 1969
- Four Dimensions in Time – VII, 1970
- Semantics for n melomen, 1971–74
- Ulysses, multimediale Performance, 1972
- Naturel – Culturel für Tonband, 1973
- Spectacle pour un instant für Klavier, Ensemble und Tonband, 1974
- Cromoson – Song of Objects, 1974–75
- Will You Be Able by Yourself?, 1976
- Salve Regina für gemischten Chor und Orgel, 1981
- Gradeatia für Tonband, 1982
- Metabizantinirikon für Klarinette, Violine und Tonband, 1985
- Centrifuga für Klavier und Tonband, 1986
- Trisson für Tonband, 1986
- Sonatu(h)r für Tonband, 1987
- Alpha – Omega für Saxophon(e), Violine, Schlagzeug und Tonband, 1988
- IN-PAR für Posaune und Tonband, 1988
- Lumina lina für gemischten Chor, 1988
- NonSymphony No. 5, 1988–92
- Alpha – Omega recidiva, 1989
- Finalis-septima für Klarinette, Fagott, Violine, Cello, Klavier und Schlagzeug, 1989
- Finalpha für Posaune, Schlagzeug und Tonband, 1990
- Finaleph, 1990
- String Quartet for Midnight, 1993
- Quindecimortuorum for 1 o’clock AM für zwei Schlagzeuger und Bläserorchester, 1994
- DanielPentAbsorbOR für Saxophon(e) und Tonband, 1995
- Negantidiadua for 2 o'clock AM für Stimme, Altsaxophon, Posaune, Klavier, Schlagzeug und Tonband, 1995
- Je dis comme für Stimme und Klavier, 1996
- PhosisTripercMetaMor for 3 o'clock AM für Englischhorn, Schlagzeuge und Tonband, 1996
- PreSymphony No. 6, 1996–2000
- Septuor for 4 o'clock AM für Oboe, Klarinette, Fagott, Violine, Cello, Klavier, Schlagzeug und Tonband, 1997
- Quintabeit for 5 o'clock AM für Stimme, Oboe, Klarinette, Fagott, zwei Trompeten, Violine, Cello, Klavier, Schlagzeuge und Tonband, 1998
- Beitsonorum for 6 o'clock AM für Oboe, Klarinette, Fagott, Violine, Cello, Klavier, Schlagzeuge und Tonband, 1999
- Beitintervallum for 7 o'clock AM für Klarinette, Violine, Klavier, Schlagzeuge und Tonband, 2000
- Saecula – Saeculorum für Tonband, 2000
- Beitrissonum for 8 o'clock AM für zwei Flöten, Violine, Viola, Akkordeon und Tonband, 2001
- PostSymphony No. 2, 2001
- PluriSymphony No. 1 für gemischten Chor und Orchester, 2002
- RouaUruauor for 9 o’clock AM für Flöte, Tuba, Klavier, Schlagzeug und Tonband, 2002
- OUA for 10 o’clock AM für Flöte, Klarinette, Posaune, Violine, Klavier, Schlagzeuge und Tonband, 2002–03
- PostSymphony No. 3, 2003